# Богуслав Вінід
Богуслав Валенти Вінід (пол. Bogusław Walenty Winid; народився 3 листопада 1960, Варшава) — польський дипломат, доктор історичних наук. У 2006—2007 роках державний підсекретар в Міністерстві Народної Оборони. У 2007—2011 — представник Польщі в НАТО і ЄС. У 2011—2014 — державний підсекретар в Міністерстві Закордонних Справ. З 4 вересня 2014 рокупо 30 листопада 2017 року — постійний представник Польщі при Організації Об'єднаних Націй у Нью-Йорку.

## Життєпис
У 1979 році закінчив Ліцей імені Яна Замойського в Варшаві. У 1984 році з відзнакою закінчив історичний факультет Варшавського Університету, після працював асистентом в університетському Центрі вивчення Америки. У 1988—1989 роках пройшов курс навчання в Університеті Індіани (США). У 1991 році захистив докторську дисертацію на тему польсько-американських відносин в 1919—1939 роках. Також закінчив дипломатичне навчання в Університеті Гувера в Каліфорнії. Автор публікацій з історії дипломатії і міжнародних відносин.
У 1991 році почав працювати в департаменті Північної і Південної Америк в Міністерстві закордонних справ. У 1992—1997 — секретар посольства Польщі в Вашингтоні, який відповідає за відносини з Конгресом. Координував діяльність по отриманню підтримки американських конгресменів, з питання прийому Польщі до НАТО. У 1998 — заступник директора в департаменті Північної і Південної Америк в Міністерстві закордонних справ. У тому ж році, після поділу департаменту, став керівником департаменту Північної Америки. У 2001 році призначений на посаду заступника посла Польщі в США. З 11 серпня 2006 по 31 серпня 2007 займав посаду державного підсекретар (заступника міністра) в Міністерстві Національної Оборони.
23 серпня 2007 року комісія Сейму у закордонних справах, підтримала його кандидатуру на присвоєння рангу посла і про призначення Вініда послом Польщі при НАТО і ЄС в Брюсселі. 6 вересня 2007 року було призначено на цю посаду президентом Польщі Лехом Качинським. Знятий з посади у зв'язку з призначенням на іншу посаду розпорядженням від 24 серпня 2011 року, з виконанням з 14 листопада 2011 року. 17 листопада 2011 року обійняв посаду державного підсекретар в МЗС Польщі,яку займав до серпня 2014 року. З 4 вересня 2014 року по 30 листопада 2017 року постійний представник Польщі при ООН в Нью-Йорку. З квітня консультант президента Анджейа Дуды.
Володіє англійською і російською мовами. Дружина Беата, сини Альберт і Олександр.

## Нагороди та відзнаки
- Орден «Polonia Restituta» ступеню офіцера (2011)[9]
- Орден Хреста землі Марії II класу (Естонія, 2014)[10]

## Автор праць
- Bogusław Winid, W cieniu Kapitolu. Dyplomacja polska wobec Stanów Zjednoczonych Ameryki, 1919—1939, 1991.
- Bogusław Winid, Santiago 1898, 1995.
- Bogusław Winid, Rozszerzenie NATO w Kongresie Stanów Zjednoczonych, 1993—1998, 1998.